# Torre KOI
La Torre KOI è un grattacielo ad uso misto nella provincia di Monterrey, in Messico.

## Storia
I lavori di costruzione del sito sono cominciati nel 2013 in un appezzamento di terreno grande 31.530 m2 che a oggi comprende oltre alla Torre KOI altri tre edifici: Liu East, un grattacielo alto 172 metri che, anch'esso, combina uffici e appartamenti di lusso; Liu West, una torre puramente residenziale di 104 metri e VAO Oficinas, un edificio per uffici alto 46 metri. Insieme condividono una piazza con accesso a un centro commerciale con oltre 3.000 metri quadrati di spazio commerciale. Tutti gli edifici sono stati completati entro la fine del 2017.

## Descrizione
L'edificio, alto 279 metri, è il grattacielo più alto del Messico. Al suo interno, divisi tra i suoi 64 piani, si trovano sia appartamenti di lusso che spazi per uffici. Ogni appartamento ha a disposizione 2 o 3 posti auto (per un totale di più di 2500 parcheggi), una piscina livello condominiale, un bar e una sauna. L'edificio ha ottenuto nel 2018 una certificazione LEED silver.